# Redondilha
Redondilha è il nome dato, a partire dal XVI secolo, alle strofe in versi di cinque (redondilha menor) o sette sillabe (redondilha maior) — la cosiddetta medida velha (misura vecchia). La redondilha fu molto utilizzata dai poeti del Cancioneiro Geral, da Garcia de Resende e da Camões.